# 空とてんぷらと海のにおい
『空とてんぷらと海のにおい』（そらとてんぷらとうみのにおい）は、日本の男性音楽グループきいやま商店の5枚目のオリジナル・アルバム。2015年4月1日発売。発売元は、フライング・ハイ。

## 解説
前作から約1年8か月ぶりとなるアルバム。メンバーも「今までで、生みの苦しみが一番だった」と語っている。今までは、収録する曲数だけの楽曲制作を行っていたが、本作では約30曲を制作し、その中から「1曲1曲が、かぶらないように」選曲を行った。
アルバムジャケットのデザインは、キジムナ前津智宏。イラストは、沖縄のファミリーマートにて限定発売された「ファミマガ」にて掲載された、『沖縄ヒーロー物語　第一話「きいやま商店物語』を描いた、沖縄在住のイラストレーター「GONZUI」が制作した。
本作では、編曲と共同プロデュースを、クリエイター集団「ハイキックエンタテインメント」のメンバーと共に制作されている。またCDジャケットの見開き部分に、メンバーによる「方言解説」が寄稿されている。

## 収録曲
全作詞作曲：きいやま商店
編曲：1・2・5・6・10:SHIKI (High Kick Entertainment)、3・4・7・11:Yocke (High Kick Entertainment)、8・9:きいやま商店
1. 空とてんぷらと海のにおい [3:36]
テレビ神奈川の音楽番組『音楽缶』2015年4月度エンディングテーマ[6]。琉球放送の情報番組「沖縄BON!!」オープニングテーマ[7]。テーマは、ドライブミュージック。タイトルに「てんぷら」が使用されているが、これは「石垣島は天ぷらが有名であり、ドライブデートには欠かせないアイテムでもある」為[8]。
2. あるよね～ [5:15]
グループ初のラップ曲。もともとライブ中に行っていた「面白い話、すべらない話」を歌にした。本当は、メロディーも作ろうとしたが、この譜わりでまとめるのは大変であったため、ラップ曲となった。メンバーそれぞれに歌詞を考えたので、歌詞の長さがバラバラとなっている[3]。
3. 頑張れよ! [2:54]
au沖縄セルラー 「セルラー春のauハッピージャンピーソング」（CMソング）[9][10]。アルバムの中で、だいちゃんが思い入れのあると言っていた楽曲[3]。ライブで演奏される機会は少ないが、「ライブで聴きたい曲」のアンケートを取った際に、1位になったことがある。また、福岡ソフトバンクホークスの嘉弥真新也選手は、この曲を登場曲に使用している。[11]
4. いっくゎち [2:36]
au沖縄セルラー「みきーやま商店CM」タイアップソング[12]。『いっくゎち』とは、八重山方言で「一口（ひとくち）」という意味で、『いっくゎち、かましてみ』は「一口ちょうだい」という意味。
5. 自分らしく [4:46]
アルバムの中で、マストが一番思い入れがあると言っていた楽曲[3]。楽曲自体は、アルバム発売1年前に出来上がっていたが、4月に出来上がったから今からレコーディングしたら発売が夏になる為、アルバム発売に合わせて歌詞も手直しし、レコーディングを行った。歌詞も3人で書いて苦しくて、やっとでた歌詞だったそうである[3]。
6. 君へのメロディー [4:48]
きいやま商店作のウェディングソング。メンバーも「結婚式に、是非使って欲しい。」とコメントした事がある。
7. んじんじ～島の人はコンビニのおにぎり温めます～ [3:36]
石垣島ファミリーマート初出店記念「We are石垣Family」タイアップソング[13]。
8. 言ったらダメよ。 [2:15]
BSフジ「beポンキッキーズ」月～金 Am7:30～8:00 挿入歌[9]
9. マブヤーNight [4:20]
「マブヤー」とは、沖縄の方言で『魂』という意味[14]。歌詞の中にある「ひんがしてる」は、「逃している」という意味。「マブヤーひんがしてる」とは、沖縄ではよく使われる言葉で、「魂が抜けている」、「（行動が）おかしい。（正気ではない）」という意味となる。
10. がーぶりたぜベイベー [3:19]
「がーぶりた」とは、『疲れた』という意味[9]。
11. 父ちゃんの歌 [4:18]
リョーサが自身の子供が生まれる2週間前に出来上り、「もうすぐ俺もオヤジになるぞ」という気持ちと重なった時に制作された、リョーサが思い入れのあると言ってた楽曲[3]。内容はリョーサとマストの父親の実話であり、テーマは「父の日の歌を作ろう」。制作当初は全然歌詞が出てず、曲もガラッとかえて最後の最後にレコーディングした[3]。